# Succinea philippinica
Succinea philippinica е вид коремоного от семейство Succineidae.

## Разпространение
Видът е разпространен в Микронезия, Палау и Филипини.